# Symphlebia rosa
Symphlebia rosa là một loài bướm đêm thuộc phân họ Arctiinae, họ Erebidae.